# Kaşıkcıoba, Biga
Kaşıkçıoba là một xã thuộc huyện Biga, tỉnh Çanakkale, Thổ Nhĩ Kỳ. Dân số thời điểm năm 2011 là 153 người.